# Олехнович, Лев Петрович
Лев Петрович Олехнович (14 августа 1940 года, Термез — 25 сентября 2004 года, Батайск) — советский и российский химик.

## Биография
Окончил химический факультет Ростовского университета (1963). Работал там же; кандидат (1969), доктор (1982) химических наук, профессор (1984). В 1994—2004 гг. — заведующий кафедрой химии природных и высокомолекулярных соединений химического факультета РГУ.
Основные работы посвящены органической химии, физической органической химии, изучению строения и молекулярной динамики органических соединений.
В 1974 г. открыл (совместно с В. И. Минкиным и Ю. А. Ждановым) явление ацилотропии — быстрой обратимой миграции ацильных групп между нуклеофильными центрами в органических молекулах.

## Краткая библиография
- Минкин В. И., Олехнович Л. П., Жданов Ю. А. Молекулярный дизайн таутомерных систем. — Ростов н/Д.: Изд-во Ростов. ун-та, 1977. — 272 с.
- Minkin V. I., Olekhnovich L. P., Zhdanov Yu. A. Molecular Design of Tautomeric Compounds. — Dordrecht-Boston-Tokyo: Kluwer Publ., 1988. — 280 p.  Архивная копия от 28 января 2021 на Wayback Machine